# 10. Nemzetközi Fizikai Diákolimpia
A 10. Nemzetközi Fizikai Diákolimpiát (1977) Csehországban, Hradec Královében rendezték 1977. július 7-16-án. Tizenkét ország (újonc: Finnország) hatvan versenyzője vett részt.
A magyar csapat négy III. díjat (bronzérmet) szerzett, ezzel 7. lett az országok közötti pontversenyben. 

(Az elérhető maximális pontszám: 5×50=250 pont volt)

## Országok eredményei pont szerint
|     | Ország        | Pont | Arany | Ezüst | Bronz |
| --- | ------------- | ---- | ----- | ----- | ----- |
| 1.  | Csehszlovákia | 219  | 2     | 3     | 0     |
| 2.  | Szovjetunió   | 204  | 1     | 4     | 0     |
| 3.  | NSZK          | 184  | 0     | 3     | 1     |
| 4.  | Franciaország | 179  | 1     | 3     | 0     |
| 5.  | NDK           | 177  | 2     | 0     | 2     |
| 6.  | Lengyelország | 176  | 2     | 0     | 2     |
| 7.  | Magyarország  | 170  | 0     | 0     | 4     |
| 8.  | Románia       | 167  | 2     | 0     | 1     |
| 9.  | Svédország    | 147  | 0     | 0     | 2     |
| 10. | Bulgária      | 141  | 1     | 0     | 0     |
| 11. | Finnország    | 137  | 1     | 0     | 1     |
| 12. | Jugoszlávia   | 81   | 0     | 1     | 0     |

## A magyar csapat
A magyar csapat tagjai voltak:
| Név          | Iskola                            | Város    | Pontszám | Díj   |
| ------------ | --------------------------------- | -------- | -------- | ----- |
| Vankó Péter  | Móricz Zsigmond Gimnázium         | Budapest |          | Bronz |
| Biegl Csaba  | József Attila Gimnázium           | Budapest |          | Bronz |
| Dőry István  | Piarista Gimnázium                | Budapest |          | Bronz |
| Kriza György | Fazekas Mihály Gyakorló Gimnázium | Budapest |          | Bronz |
| Kovács Zsolt | Verseghy Ferenc Gimnázium         | Szolnok  |          |       |

A csapat vezetői Tichy Géza és Kunfalvi Rezső voltak.